# 斯卡拉
斯卡拉（Scala）是意大利南部坎帕尼亚大区萨莱诺省的一个小镇，地处阿马尔菲海岸海拔400米的山岩上。

## 历史
根据古代传说，斯卡拉是由前往君士坦丁堡的罗马失事船只所建。在中世纪，斯卡拉和拉韦洛都是阿马尔菲公国的重要堡垒。根据公元11世纪的文献记载，这2个城堡在1073年遭到Robert Guiscard的洗劫，60年后被比萨共和国摧毁。此后在1210年奥托四世的军队，以及在下一个世纪西西里晚祷期间，噩运再次来临。
斯卡拉是天主教修会赎主会（Congregation of the Most Holy Redeemer）的创建地点。

## 名胜
- 斯卡拉主教堂，巴洛克时代改建，保存了中世纪地窖，